# D+M Group
D+M Group, già DMGlobal e D&M Holdings, è una corporation giapponese proprietaria di diversi costruttori di elettronica di consumo in ambito audio e video. È nata nel 2002 dalla fusione di DENON e Marantz. Prima del 2008, fu della RHJ International, con la Ripplewood Holdings. Nel 2008 venne acquisita dalla K. K. BCJ-2 di Tokyo del fondo Bain Capital. Nel 2010, Jim Caudill già CEO della Stanley Black & Decker, diventa CEO.
La statunitense Sound United LLC, acquisisce la D+M Group nel febbraio 2017.

## Holding e marchi
- DENON
- Marantz
- Boston Acoustics
- D&M Professional
- Denon DJ
- The Speaker Company
- Polk Audio
- Pioneer[5]
- Onkyo
- Integra